# 신모리야역
신모리야역(일본어: 新守谷駅)은 일본 이바라키현 모리야시에 위치한 간토 철도 조소 선의 철도역이다. 단선 · 섬식 형태의 복합 승강장 2면 3선의 구조를 갖춘 지상역이다.

## 타는 곳
| 1 | ■ 조소 선 | 하행    | 미쓰카이도 · 시모다테 방면 |
| 2 | ■ 조소 선 | 상행    | 모리야 · 도리데 방면       |
| 3 | ■ 조소 선 | 임시 선 | 임시 선                    |

## 이용 현황
| 연도   | 1일 평균 승하차 인원 |
| ------ | -------------------- |
| 2003년 | 4,208                |
| 2004년 | 4,280                |
| 2005년 | 3,623                |
| 2006년 | 2,812                |
| 2007년 | 2,661                |
| 2008년 | 2,503                |
| 2009년 | 2,277                |
| 2010년 | 2,155                |
| 2011년 | 2,160                |
| 2012년 | 2,191                |
| 2013년 | 2,152                |
| 2014년 | 2,228                |

## 역 주변
- 국도 제294호선
- 조반 자동차도 야와라 나들목
- 모리야 시 문화회관
- 모리야 시 시민 교류 플라자
  - 모리야 시민 갤러리
- 다쓰자와 공원

## 인접 역
| 간토 철도 ■ 조소 선 | 간토 철도 ■ 조소 선 | 간토 철도 ■ 조소 선  |
| ------------------- | ------------------- | -------------------- |
| 모리야 도리데 방면  | 보통                | 고키누 시모다테 방면 |